# Шаварш I
Шаварш I Айказуни́ (арм. Շավարշ Ա Հայկազունի) — легендарный 21-й царь Древней Армении в 1331—1325 до н. э. из династии Айказуни, сын Арнака, отец Норайра. Современник Аода.

## Правление
Отцом Шаварша был Арнак (арм. Առնակ), правивший в 1348—1331 гг. до н. э. После его смерти Шаварш занял армянский престол. Согласно Микаэлу Чамчяну время царствования Шаварша — 1331—1325 гг. до н. э..